# اوکژشن (استان سلیزیا سفلی)
اوکژشن (به لهستانی:  Okrzeszyn) یک روستا در لهستان است که در گمینا لوباوکا واقع شده‌است. اوکژشن ۲۷۸ نفر جمعیت دارد.